# Mads Bech Christensen
Mads Bech Christensen (født 3. november 1984) er en dansk ishockeyspiller. Han spiller back for Frederikshavn White Hawks.
Mads Bech Christensen har spillet for Frederikshavn White Hawks, siden han blev en elitespiller i sæsonen 2000-2001. Han har siden spillet 311 førsteholdskampe.
Han har spillet U20-VM tre gange og U18-VM to gange for Team Danmark. I 2005 og 2008 var han en del af det danske landshold ved VM og var med i 6 kampe. Han har i alt spillet 18 A-landskampe.
Han er 187 cm høj og vejer 83 kg.